# زيمي موتوكيو
كان زيمي موتوكيو (بين 1363 - 1443)، المعروف أيضا باسم كانزي موتوكيو، خبير تجميل وممثل وكاتب مسرحي ياباني. قدم له والده، كانامي كيوجي ، مسرح نوح في سن مبكرة، ووجد أنه كان ممثلا ماهرا، كما كان كانامي ماهرا أيضا في التمثيل وشكل فرقة مسرحية عائلية؛ ومع ازدياد شعبيتها أتيحت لزيمي فرصة الأداء أمام شوغون ، أشيكاغا يوشيميتسو . وقد أعجب شوغون بالممثل الشاب وبدأ في تكوين علاقة غرامية معه.  كما تم تقديم زيمي إلى بلاط يوشيميتسو وتلقى تعليما في الأدب الكلاسيكي والفلسفة مع مواصلته العمل، وفي عام 1374 ، حصل زيمي على رعاية وجعل التمثيل مهنته. وبعد وفاة والده عام 1385 ، قاد فرقة العائلة ، وهو الدور الذي حقق فيه نجاحا أكبر. مزج زيمي مجموعة متنوعة من الموضوعات الكلاسيكية والحديثة في كتاباته ، واستخدم التقاليد اليابانية والصينية، كما قام بدمج العديد من موضوعات زين البوذية في أعماله وناقش المعلقون اللاحقون مدى اهتمامه الشخصي بـ زين. أما العدد الدقيق للمسرحيات التي كتبها غير معروف ، ولكن من المرجح أن يكون بين 30 و 50 مسرحية، وكتب العديد من الرسائل حول مسرح نوح يناقش فيها فلسفة الأداء، وهذه الرسائل هي أقدم الأعمال المعروفة عن فلسفة الدراما في الأدب الياباني ، لكنها لم تشهد انتشارا شعبيا حتى القرن العشرين.
وبعد وفاة يوشيميتسو ، كان خليفته أشيكاغا يوشيموتشي أقل تفضيلا لدراما زيمي، ولكن نجح زيمي في السعي وراء رعاية التجار الأثرياء واستمر في مسيرته المهنية تحت دعمهم حتى أصبح معروفا ومحترما في المجتمع الياباني. أصبح أشيكاغا يوشينوري معاديا لزيمي بعد أن أصبح شوغون عام 1429. كان يوشينوري يحظى باحترام كبير لابن أخت زيمي أونامي ، ولم يوافق على رفض زيمي إعلان أن أونامي خليفته قائدا لفرقته؛ ربما بسبب هذا الخلاف ، على الرغم من تقديم مجموعة متنوعة من النظريات المتنافسة ، أرسل يوشينوري زيمي إلى المنفى إلى جزيرة سادو . وبعد وفاة يوشينوري عام 1441 ، عاد زيمي إلى اليابان حيث توفي عام 1443.

## بداية حياته
ولد الزيمي عام 1363  بالقرب من نارا  وكان يُعرف باسم كيوموتو عندما كان طفلاً.  وذكرت سلسلة نسب لاحقة أن والدته كانت ابنة كاهن ومسؤول عسكري ، لكنها لا تعتبر موثوقة.  كما قاد والده كانامي فرقة مسرحية  والتي قدمت عروضها بشكل أساسي في منطقة كيوتو ،  قبل أن تصبح مشهورة في أواخر ستينيات القرن الثالث عشر وأوائل سبعينيات القرن الثالث عشر. وعندما أصبحوا مشهورين ، بدأت فرقة كانامي في تقديم العروض في دايجوغي.  وقد عمل زيمي في الفرقة وكان يعتبر جذابا وذو مهارات عالية. 
حجزت Ebina no Naami ، مستشارة Shōgun Ashikaga Yoshimitsu ، الفرقة لأداء Shōgun ، الذي كان يبلغ من العمر 17 عامًا.  وكان شوغون قويًا جدًا من الناحية السياسية وراعيًا للفنون.  وقد أعجب بالفرقة ورعى كانامي. وبدأت الفرقة في التركيز على القيمة الترفيهية للأداء بدلاً من أهميتها الدينية. ولقد كان شكلاً من أشكال الترفيه المرتبط بالبلد ، ولكن بدعم يوشيميتسو أصبح مرتبطًا بالطبقة العليا.  وكانت قبيلة شوغون منجذبة بشكل كبير إلى زيمي ، الأمر الذي أثار الجدل بين الأرستقراطيين بسبب خلفية زيمي من الطبقة الدنيا.  ودعا يوشيميتسو كانامي وزيمي بانتظام إلى المحكمة ، ورافقه زيمي إلى الأحداث.  نظرًا لارتباطه بـ Shōgun ، حصل زيمي على تعليم كلاسيكي من قبل رجل الدولة والشاعر Nijo Yoshimoto.  واشتهر نيجو بمهاراته كرنجا وقام بتعليم زيمي الأدب والشعر والفلسفة. وكان هذا النوع من التعليم غير عادي بالنسبة للممثل: نظرًا لأصلهم من الطبقة الدنيا ، تلقى الممثلون القليل من التعليم. 

## حياته المهنية

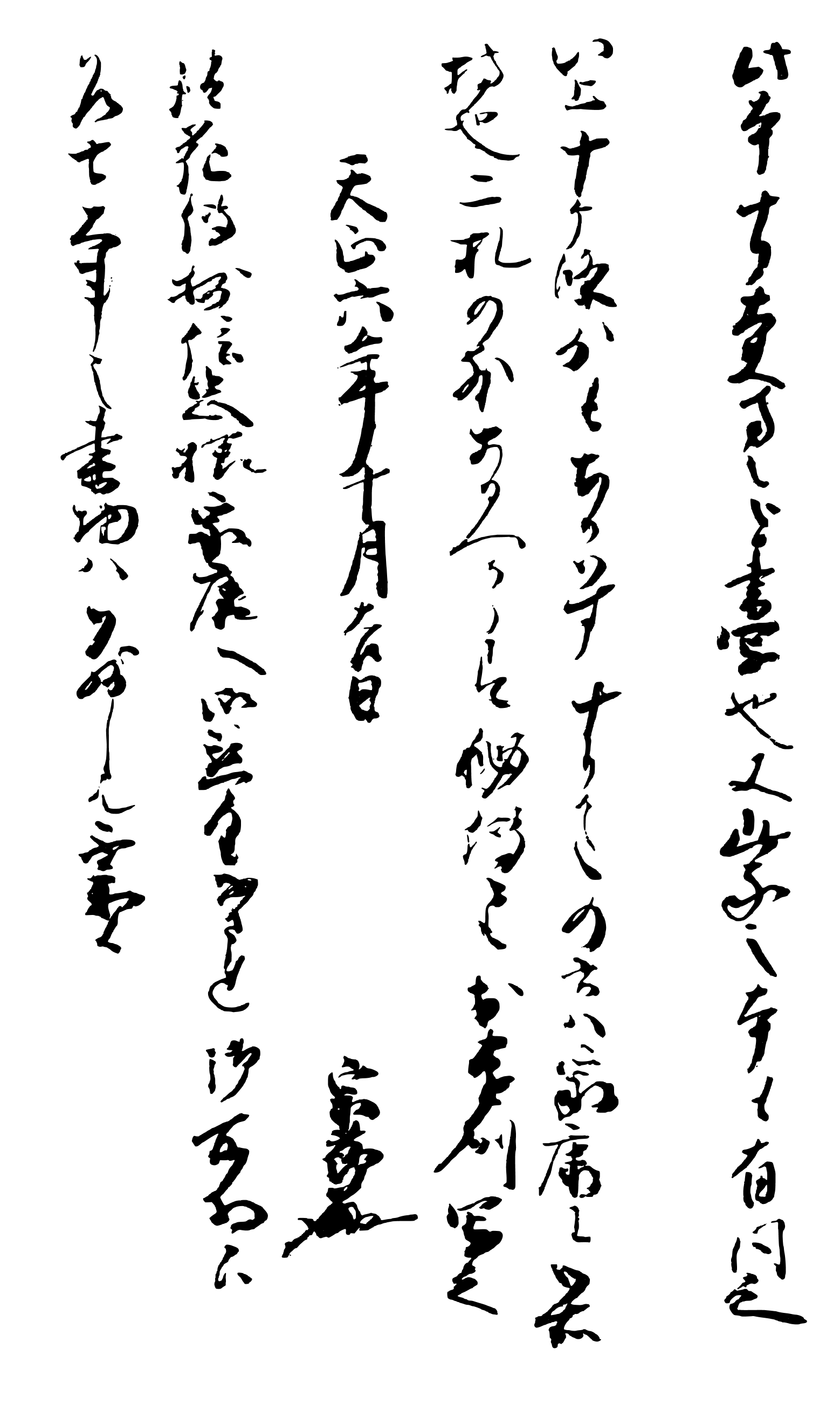
"كادنشو ، فوشيكادن ، الروح المزهرة" للزيامي ، "الروح المزهرة رقم 7" ، مخطوطة من طائفة كانزي.

حصل الزيمي على رعاية عام 1374 ، والتي كانت في ذلك الحين تكريمًا غير مألوف لممثل.  وسمحت له الرعاية بأن يصبح فنانًا محترفًا  وبدأ بقيادة الفرقة بعد وفاة والده عام 1385. كما أصبحت الفرقة ناجحة خلال فترة توليه منصب القائد.  وأثناء قيادته للفرقة ، كتب أولى الأطروحات اليابانية حول الجماليات البراغماتية. 
التزم زيمي بعملية كتابة شكلية : بدأ بموضوع ، وحدد الهيكل ، وانتهى بكتابة القصائد الغنائية. عدد المسرحيات التي كتبها غير مؤكد ، ويقدر بحوالي 50 أو 60 مسرحية.  كانت اهتماماته الفكرية انتقائية  وكان كاتبا ماهرا لـ Renga.  كانت The Tale of the Heike مصدر العديد من أشهر مسرحياته.  قام بدمج الشعر القديم الياباني والصيني في مسرحيته.  وكان للكتاب المسرحيين المعاصرين Doami و Zoami تأثير كبير عليه ،  وحصل على تقدير في أطروحاته. تحدث بشكل جيد عن Zoami ،  لكن تحوله نحو يوجين والابتعاد عن مونومان ربما كان بسبب تأثير دوامي.  ولقد مزج الرقص الشعبي والدراما والموسيقى بالشعر الكلاسيكي ، وبالتالي وسع التقاليد الكلاسيكية ونشرها.  في عمله السابق ، استخدم الرسوم التوضيحية لـ Zen ، وابتكر كلمات Zen جديدة واستخدام كلمات Zen خارج السياق. والعديد من الموضوعات التي استخدمها موجودة في مدارس البوذية الأخرى.  وكان التركيز على ثقافة الزن في ذلك الوقت يهيمن على اليابان ، وتم تسجيله في معبد زن  وكان صديقا لكاهن زن الشهير.  وفي عام 1422 أصبح راهبا علمانيا. 
حدث أحد أهم العروض في مسيرة زيمي المهنية عام 1394. وفي ذلك الوقت ، زار أشيكاغا يوشيميتسو ضريح كاسوغا في نارا وأدى زيمي العروض خلال الزيارة.  ولقد كان حدثا سياسيا مهما ، لذلك من المحتمل أن يكون زيمي فنانا معروفا في ذلك الوقت. وقدم عرضين مهمين لشوجون في عام 1399 ،  والتي كان من الممكن أن يحضر أحدهما الإمبراطور غو-كوماتسو . 
وجد زيمي أن يوشيميتسو كان راعيا صعبا ،  وكان ينافسه Inuo ، ممثل ساروجاكو ، لصالح Shōgun.  وعلى الرغم من أن يوشيميتسو توفي في 1408،  وكان شوغن الجديد، Yoshimochi، غير مبال لزيمي ويفضل dengaku عمل Zoami،  وظل عمل زيمي قوي بسبب علاقاته مع الطبقة التجارية في المناطق الحضرية. ونظرا لمكانته كشخصية عامة محترمة ، فقد تمكن من الوصول إلى عدد من الرعاة.  ووصل في النهاية إلى مكانة المشاهير  وكتب قدرا كبيرا بين عامي 1418 و 1428. 

## المسرحيات
تأليف مسرحيات مسرح نوح هو موضوع معقد وغالبا ما يكون موضوع نقاش. إذ نسبت العديد من المسرحيات إلى زيمي ، وكان معروفا بمشاركته في مراجعة ونقل العديد من المسرحيات الأخرى. ومن المعروف بشكل حاسم أنه كتب بعض المسرحيات. وقد تم تناقل مسرحياته عبر أجيال من قادة Kanze ، ونتيجة لذلك تمت مراجعتها وإعادة صياغتها من مختلف القادة.  يُنسب ما يلي عالميا إلى زيمي: 
- Akoya no Matsu ، حاليًا ليس في مؤلفات نوح
- أتسوموري
- هانجو
- إيزوتسو ، ربما تمت كتابته في أواخر عشرينيات القرن الخامس عشر أو أوائل ثلاثينيات القرن الرابع عشر
- Kinuta ، ربما تمت كتابته في أوائل ثلاثينيات القرن الرابع عشر
- ماتسوكازي ، باستخدام قسم كانامي
- سايجيو زاكورا
- Sekidera Komachi
- تادانوري
- تاكاساغو
- يمانبا
- ياشيما

## أطروحات
أنتج الزيمي 21 كتابًا نقديًا على مدى أربعة عقود تقريبًا.  وتناقش أطروحاته مبادئ نوح. كما سعى لإطلاع زملائه على أهم جوانب المسرح ، ومناقشة تعليم الممثل ،  وتمثيل الشخصية ، والموسيقى ، والحركة الجسدية.  كما ناقشوا مواضيع أوسع ، مثل كيف يجب أن نعيش الحياة.  وكانت الأطروحات مخصصة لدائرة صغيرة من زملائه، لأن الفرق كانت وراثية ومثل هذه المعلومات تم تناقلها تقليديًا بين الأجيال. وأراد تسهيل هذه العملية  لضمان استمرار رعاية الفرقة. 

### فوشيكادن
كتب الزيمي عدة أطروحات عن الدراما ، أولها كان Fūshikaden ‎ (風姿花伝، "The Transmission of the Flower Through (a Mastery of) the Forms", more loosely "Style and the Flower") ، والمعروف بالعامية باسم Kadensho ‎ (花伝書، "The Book of Transmission of the Flower") . إنها أول مقالة معروفة عن الدراما في اليابان.  الرغم من أن الشعراء والطوائف البوذية اليابانية كتبوا أطروحات مماثلة ، فهذه هي أطروحة نوح. يقترح ج.توماس ريمر أن تعليم زيمي في شعر رينجا زوده بهذه الفكرة.  ويتضمن بشكل خاص تحليلاً شاملاً لـ jo-ha-kyū ، الذي اعتبره زيمي مفهومًا عالميًا. كما تتضمن أطروحته الأولى الكثير من آراء والده حول نوح. 

### كاكيو
تمت كتابة أطروحة Kakyo في وقت لاحق وتصف آراء زيمي الشخصية. على الرغم من أن Fushikaden يناقش الأزهار بإسهاب ، إلا أن Kakyo يتعامل مع الجمال الروحي ويحتوي على خطابات حول صوت الممثل وعقول الممثلين.  ويرجع الفضل في هذا التحول إلى اهتمام محتمل بـ Zen من قبل بعض العلماء.  يبدو أيضًا أن التغيير في عمره بين أعماله الأولى والأخيرة قد أثر بشكل كبير على وجهة نظره.  كما قضى وقتا طويلاً في كتابة Kakyo وأعطى العمل المكتمل لابنه موتوماسا ،  موتويوشي ، ابن زيمي ، قد نسخ مسبقًا أطروحة Zeami Reflections on Art . 

## انخفاض
بعد أن أصبح Ashikaga Yoshinori هو Shōgun ، أظهر ازدراءًا أعمق ل زيمي مما كان لدى أسلافه ،  على الرغم من أن أصول مشاعره غير معروفة. تركزت التكهنات حول ارتباط زيمي بماساشيج  والنظرية القائلة بأن الزيمي كان مناصرًا للاستصلاح.  وفي عام 1967 ، تم العثور على علم الأنساب Kanze-Fukudu وأعطى مصداقية لفكرة أن السياسة ساهمت في معاملة يوشينوري لزيمي. أظهر علم الأنساب أن شقيق والدة زيمي كان من أنصار المحكمة الجنوبية ضد Ashikaga Shogunate.  ويُنظر إلى يوشينوري أحيانًا على أنه غريب الأطوار ، ويُعتقد أنه عاقب زيمي لأنه لم يستمتع بأدائه. (فضل يوشينوري المسرحيات الملونة  التي تتضمن ممثلين يصورون الشياطين ؛ نادرًا ما وجدت هذه الأنواع من المسرحيات في ذخيرة زيمي. )  يوشينوري ، الذي استمتع بمونوماني ، فضل أونامي ،  حيث تضمن أدائه الشياطين.  كان زيمي قريبًا من أونامى وكانا يمثلان معًا.  لم يكن زيمي متأكدًا مما إذا كان أي من أبنائه سيكون قادرًا على قيادة الفرقة بعد وفاته ، لذلك أولى اهتمامًا خاصًا لتطور أونامي.  ومع ذلك ، بدأ موتوماسا قيادة الفرقة عام 1429.  في ذلك العام ، على الرغم من أن كل من موتوماسا وأونامى قدم أداءً ليوشينوري خلال مهرجان استمر 10 أيام  ومنع يوشينوري ظهور زيمي في قصر سينتو الإمبراطوري ،  ربما بسبب رفضه تزويد أونامي بكتاباته الكاملة.  وفي العام التالي ، تم نقل الإدارة الموسيقية لضريح كيوتاكي من Motomasa إلى Onnami.  في ذلك العام ، تقاعد موتويوشي نجل زيمي من التمثيل ليكون كاهنا بوذيا.  وفي نفس العام مات موتوماسا ؛ وتم التكهن بأنه قُتل.  على الرغم من أنه فقد شعبيته السياسية ، استمر الزيمي في الكتابة بغزارة. 
ورث أونامي قيادة مدرسة الزيمي الكانزي .  وقد تم التعيين من قبل Shogunate ، على الرغم من أن الفرق كانت وراثية تقليديا.  عارض زيمي في البداية قيادة أونامي للفرقة ، لكنه رضخ في النهاية.  واعتقد زيمي أن نسله مات مع موتوماسا ، لكن أونامي شعر أنه واصل الخط.  وأعطى زيمي أعماله المكتملة إلى Konparu Zenchiku ، بدلاً من Onnami. 

## جزيرة سادو
وفي عام 1434 ، تم نفي زيمي إلى جزيرة سادو.  حيث أكمل آخر أعماله المسجلة بعد ذلك بعامين ، وقدم وصفًا تفصيليًا عن منفاه بصيغة المتكلم (الشخص الأول)  وينقل في الرواية موقفًا رواقيًا تجاه مصائبه.  ولا يُعرف الكثير عن نهاية حياته ، ولكن كان يُعتقد تقليديًا أنه تم العفو عنه وعاد إلى البر الرئيسي قبل وفاته.  توفي الزيمي عام 1443 ودفن في ياماتو. وماتت زوجته بعد ذلك بوقت قصير. 

## ميراث
يُعرف الزيمي بأنه كاتب نوح الأول والفنان الذي أوصله إلى مثال كلاسيكي.  وينسب العلماء إليه ما يقرب من 50 مسرحية ، تمت ترجمة العديد منها إلى اللغات الأوروبية. كما يتم في بعض الأحيان تبسيط الإصدارات المعاصرة من مسرحياته. ولم تعد بعض مسرحياته موجودة ، وما يقرب من 16 مسرحية موجودة فقط في شكل مخطوطات نادرة. 
هناك عدد قليل من وثائق السيرة الذاتية لزيمي ، وقد أدى الافتقار إلى معلومات قوية عن حياته إلى قدر كبير من التكهنات.  وبعض الموضوعات الشائعة في التكهنات هي أن الزيمي قد يكون جاسوسًا أو كاهن طائفة جي أو سيد زن. 
لم تكن أطروحات زيمي متوفرة على نطاق واسع بعد وفاته. فقط المحاربون من الطبقة العليا كانوا قادرين على الوصول إليهم. وفي عام 1908 ، تم اكتشاف العديد من الرسائل في متجر لبيع الكتب المستعملة في اليابان. واكتسبوا انتشارًا أوسع بعد هذا الاكتشاف ولكن لم يتم نشر مجموعة كاملة حتى عام 1940.  وقد تم عرض مسرحيات زيمي باستمرار في اليابان منذ كتابتها لأول مرة. 

## فهرس
- Hare، Thomas Blenman (1996)، Zeami's Style: The Noh Plays of Zeami Motokiyo، Stanford University Press، ISBN:978-0-8047-2677-1978-0-8047-2677-1
- Kenklies، Karsten (2018)، The eternal flower of the child: the recognition of childhood in Zeami's educational theory of Noh theatre. Educational Philosophy and Theory, E-pub ahead of print (PDF)، DOI:10.1080/00131857.2018.1533463، مؤرشف من الأصل (PDF) في 2022-06-14
- Quinn، Shelley Fenno (2005)، Developing Zeami: the Noh actor's attunement in practice، University of Hawaii Press، ISBN:978-0-8248-1827-2978-0-8248-1827-2
- Rimer، J. Thomas؛ Yamazaki، Masakazu (1984)، On the art of the nō drama: the major treatises of Zeami، دار نشر جامعة برنستون، ISBN:978-0-691-10154-5978-0-691-10154-5
- تايلر ، رويال ، الدراما اليابانية . (1992) لندن: كتب البطريق ،(ردمك 978-0140445398) .
- Wilson، William Scott (2006)، The flowering spirit: classic teachings on the art of Nō، كودانشا، ISBN:978-4-7700-2499-2978-4-7700-2499-2